# Kepler-17
Kepler-17 — звезда, которая находится в созвездии Лебедь на расстоянии около 2283 световых лет от нас. Вокруг звезды обращается, как минимум, одна планета.

## Характеристики
Kepler-17 была открыта в ходе проекта 2MASS, данные которого были опубликованы в виде обширного каталога в 2003 году. Наименование звезды в этом каталоге — 2MASS J19533486+4748540. В настоящий момент более распространено наименование Kepler-17, данное командой исследователей из проекта орбитального телескопа Kepler.
Звезда представляет собой жёлтый карлик главной последовательности, и по своим характеристикам напоминает наше Солнце. Её масса и радиус практически идентичны солнечным. Температура поверхности Kepler-17 составляет около 5781 кельвинов. Возраст звезды оценивается приблизительно в 3 миллиарда лет.

## Планетная система

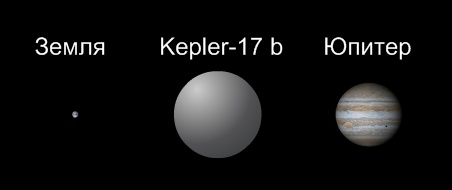
Сравнительные размеры Земли, Kepler-17 b и Юпитера.

В 2011 году группой астрономов, работающих с данными, полученными орбитальным телескопом Kepler, было объявлено об открытии планеты Kepler-17 b в системе. Это типичный горячий юпитер, орбита которого находится на расстоянии 0,057 а. е. от родительской звезды. Полный оборот вокруг неё планета совершает всего за 4,9 суток. Масса и радиус планеты приблизительно равны 2,45 и 1,31 юпитерианских соответственно. Эффективная температура Kepler-17 b оценивается в 1570 кельвинов.